# NSDAP:s raspolitiska byrå

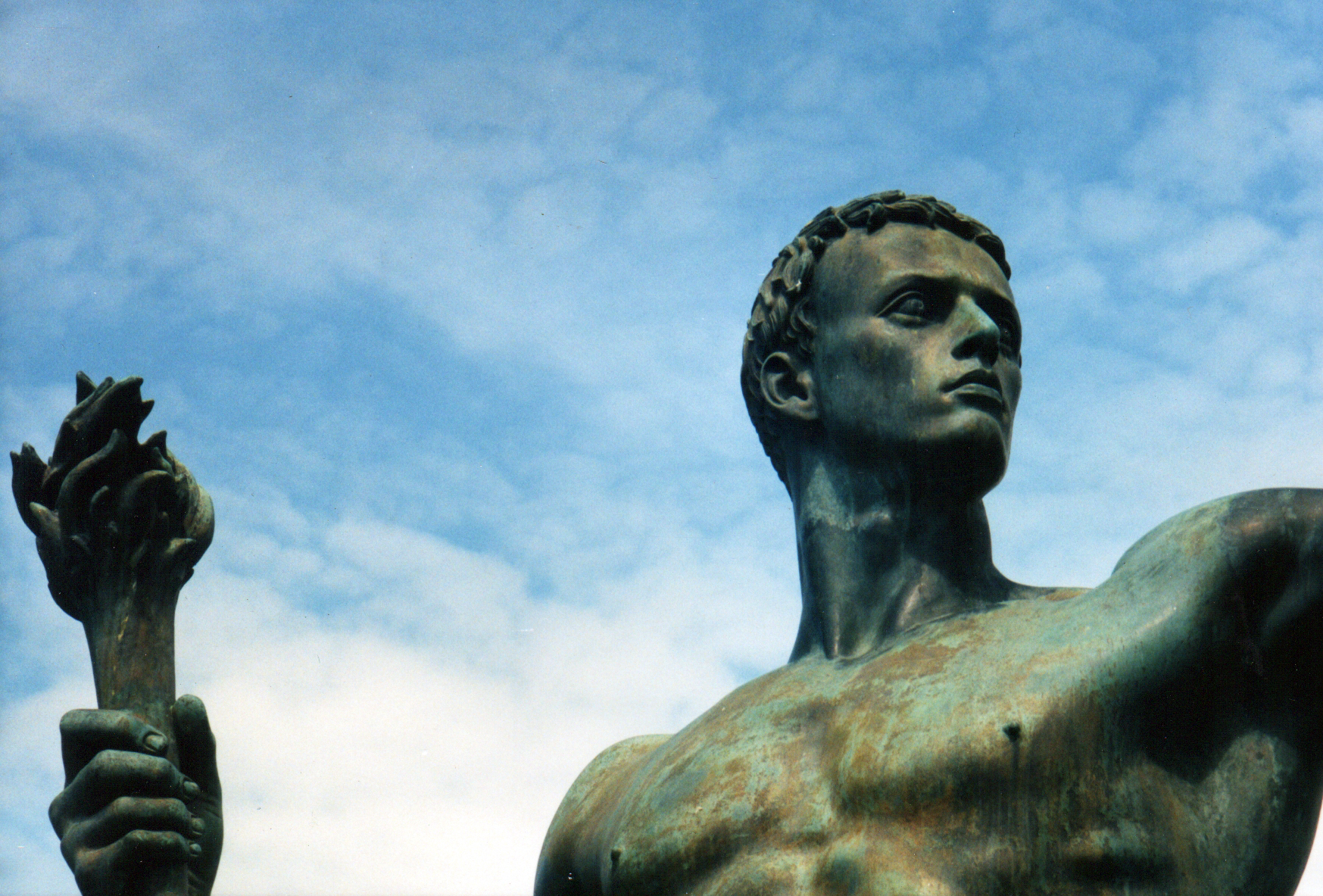
Arno Brekers skulptur Die Partei fick förkroppsliga NSDAP:s nordisk-ariska rasideal.

NSDAP:s raspolitiska byrå (tyska Rassenpolitisches Amt der NSDAP) var Nationalsocialistiska tyska arbetarepartiets (NSDAP) särskilda byrå för raspolitik. Organisationen grundades 1933 under beteckningen Aufklärungsamt für Bevölkerungspolitik und Rassenpflege (”Utbildningsbyrån för befolkningspolitik och rashygien”).
Byråns huvudsakliga uppgift var att väcka och nära tyskarnas etniska medvetande genom att förfäkta den nordiska ariska rasens överhöghet. Byrån utgav den månatliga tidskriften Neues Volk, som bland annat innehöll artiklar i ämnet eugenik. Chef för NSDAP:s raspolitiska byrå var läkaren Walter Gross.